# Aquae Cutiliae

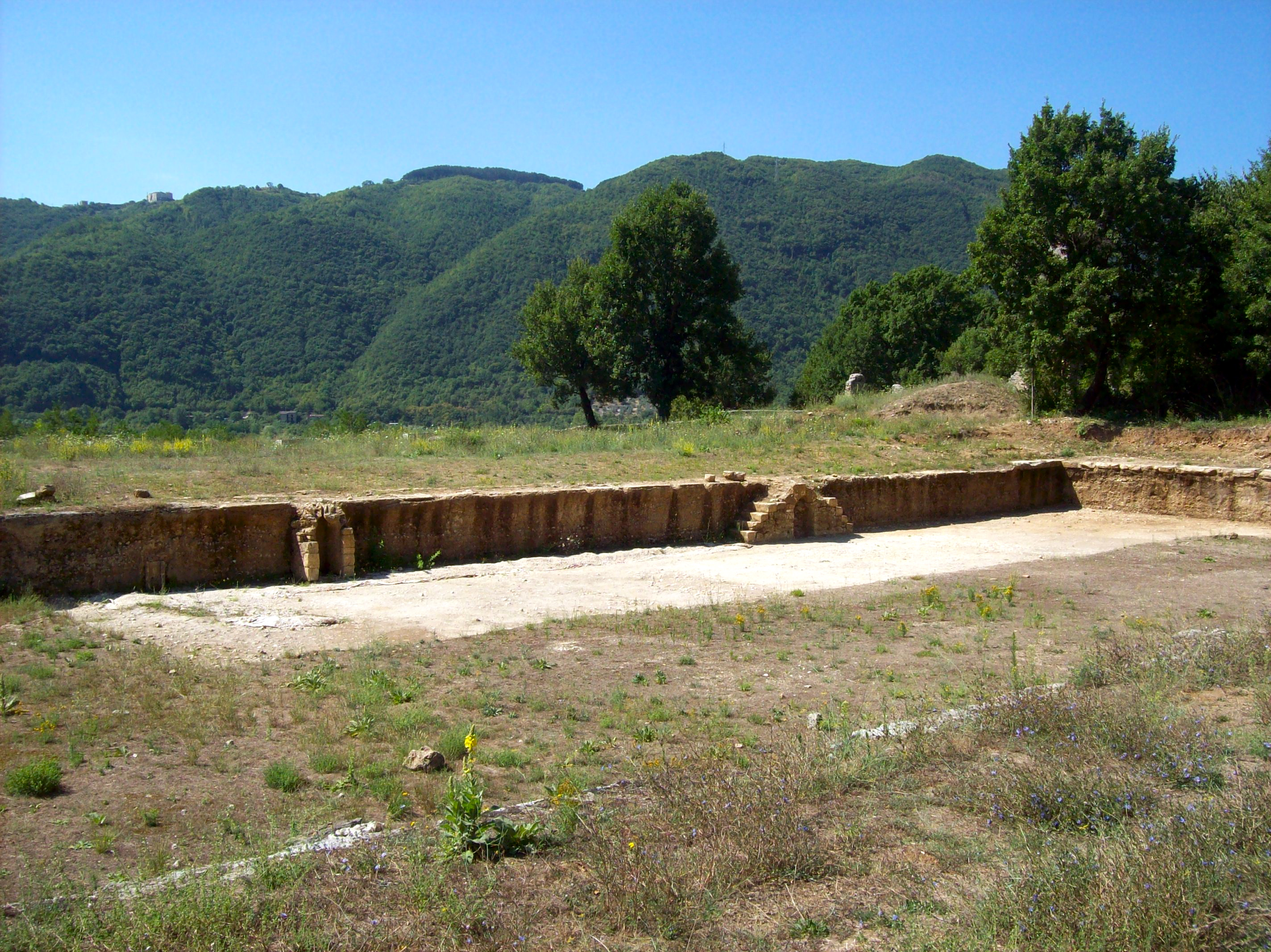

Aquae Cutiliae es una fuente de agua mineral en Italia, cerca de la actual localidad de Cittaducale, 9 millas al este de Rieti. El lago cercano ha sido considerado por escritores clásicos como el punto central de Italia. El lago fue famoso por sus islas flotantes, las cuales como en otros casos, están formadas por la parcial petrificación de las plantas por las sustancias minerales contenidas en el agua. Todavía pueden observarse en el lugar restos de los baños que existieron, y a los que concurrieron en la última etapa de su vida emperadores romanos, como Vespasiano y Tito, ambos muertos en el lugar.
Su nombre aparece en el Peutinger Mesa como Aqve cvtillie.